# Sechemchet
Sechemchet was de derde koning (farao) van de 3e dynastie. Zijn naam betekent "machtig van lichaam". De koning is ook bekend onder andere namen: Tyreis (Manetho) of Djoserti (canon van Turijn). De spellingsvariant Sekhemkhet is gebaseerd op de Engelse weergave van de naam.

## Biografie
De juiste afstamming van Sechemchet is niet duidelijk. Algemeen wordt aangenomen dat hij een zoon of een kleinzoon was van zijn voorganger Djoser. Tot 1951 was hij een van die zeer obscure koningen van het oude Egypte. Toen werd zuidwestelijk van Djosers grafcomplex onder het zand een begin van een trappenpiramide ontdekt, waarvan de constructie zeer geleek op die van Djoser. Het ziet ernaar uit, dat dit het onvoltooide grafmonument van Sechemchet is, onvoltooid omdat de koning stierf kort nadat de bouw begon. Het bewijs dat Sechemchet wel degelijk de bouwheer was, werd geleverd toen vijf kruikstoppen van klei werden gevonden met zegelafdrukken met daarop zijn naam.
In het ondergrondse grafgedeelte van de onvoltooide piramide werd een rechthoekige sarcofaag van albast gevonden, die nog verzegeld was met gips. Bij het openen bleek hij echter vreemd genoeg leeg.
Volgens Manetho regeerde Sechemchet 7 jaar, en Jürgen von Beckerath kent hem in zijn Chronologie des pharaonischen Ägypten een ongeveer even lange regeerperiode toe (2670-2663 v. Chr.).
Na zijn dood kwam er een cultus op voor het eren van de dode farao dit was echter normaal bij alle farao's maar zijn cultus bleven voortbestaan tot in de late periode.

## Oorlogen
- Geen specifieke gegevens gekend, maar waarschijnlijk militaire expedities in de Sinaï teneinde de bedoeïenen te onderwerpen.

## Bouwwerken
- Piramide van Sechemchet

## Bewijzen / documenten
- Een reliëf in de Wadi Maghara;
- Zegelafdrukken op vijf kruikstoppen in zijn onvoltooide piramide te Saqqara.